# Fuenteblanca
Fuenteblanca (en gallego y oficialmente, A Fontebranca) es una localidad española situada en la parroquia de Sub-Cira, del municipio de Boqueijón, en la provincia de La Coruña, Galicia.

## Demografía
| Gráfica de evolución demográfica de A Fontebranca entre 2011 y 2018 |
|                                                                     |
| Datos según el nomenclátor publicado por el INE.                    |